# نوتر
نوتر (به هلندی: Notter) یک منطقهٔ مسکونی در هلند است که در ویردن واقع شده‌است. نوتر ۶۰۰ نفر جمعیت دارد.